# Лазич, Миролюб
Миролюб Лазич (серб. Мирољуб Лазић; род. 28 июня 1966, Jadranska Lešnica) — югославский и сербский шахматист, гроссмейстер (1995). 
Чемпион мира среди юниоров до 14 лет (1979).
Чемпион Сербии и Черногории (1993).
Победитель международного турнира «Остров Капри — Владимир Ленин», проведённого  на острове Капри в 2015 году в память увлечения Ленина шахматами.
Победитель командного чемпионата Сербии по шахматам (Нови-Сад, 2018).

## Изменения рейтинга
| Графики недоступны из-за технических проблем. См. информацию на Фабрикаторе и на mediawiki.org. |